# Вердер, Карл (философ)
Карл Фридрих Вердер (нем. Karl Friedrich Werder; 13 декабря 1806, Берлин —3 апреля 1893, Берлин) — немецкий философ, поэт и драматург, педагог, профессор, доктор философии (1833).

## Биография
Окончил гимназию Иоахимсталь. С 1825 года изучал право в Берлинском университете, затем, занимался философией.
С 1834 года работал приват-доцентом на кафедре философии в альма матер, с 1838 г. — экстраординарным профессором. С 1859 года К. Вердер читал в университете публичные лекции о драматическом искусстве, но напечатаны только его лекции о Гамлете (Берлин, 1875) и Макбете (Берлин, 1885). Одним из его учеников в университете Берлина был И. С. Тургенев.
Активный сторонник немецкой классической философии и последователь Гегеля.
Вердер издал немного своих философских трудов. Кроме сочинения «De Platonis Parmenide» (Берлин, 1834), следует отметить его «Logik» (т. I., Берлин, 1841).
Из лирических произведений К. Вердера известны стихотворения в «Musenalmanach» (Берлин, 1850); первая часть его трагедии «Columbus» ставилась на многих немецких сценах. Первая и вторая часть этой трагедии в новой редакции была поставлена в 1883 г. на мангеймской сцене.

## Избранные труды
- De Platonis Parmenide. Dissertation. Berlin 1833.
- Logik: Als Commentar und Ergänzung zu Hegels Wissenschaft der Logik, Berlin 1841.
- Der Fürst von Hochland. Roman aus der Gegenwart. Nürnberg und Leipzig 1872.
- Vorlesungen über Shakespeare’s Macbeth gehalten an der Universität zu Berlin. Hertz, Berlin 1885.
- Vorlesungen über Schillers Wallenstein. Berlin 1889.
- Vorlesungen über Lessings Nathan. Gehalten an der Univ. zu Berlin, 1862, 1864, 1892.
- Columbus, Berlin 1893.